# Arthur Lanigan O'Keeffe
Arthur Lanigan-O'Keeffe, né le 13 septembre 1991, est un pentathlonien irlandais.

## Palmarès
| Discipline/Année                           | 2012 | 2013 | 2014 | 2015 | 2016 |
| ------------------------------------------ | ---- | ---- | ---- | ---- | ---- |
| Jeux olympiques Individuel                 | 25e  | -    | -    | -    | 8e   |
| Championnats du monde seniors Individuel   | -    | -    | 18e  | -    | -    |
| Championnats du monde seniors Équipe       | -    | -    | -    | -    | -    |
| Championnats du monde seniors Relais       | -    | -    | -    | -    | -    |
| Championnats du monde seniors Relais mixte | -    | -    | -    | 3e   | -    |
| Coupe du monde seniors Individuel          | -    | -    | -    | -    | -    |
| Championnats d'Europe seniors Individuel   | -    | 39e  | -    | 1er  | -    |
| Championnats d'Europe seniors Équipe       | -    | -    | -    | -    | -    |
| Championnats d'Europe seniors Relais       | -    | -    | -    | -    | -    |

Ce palmarès n'est pas complet